# Col (Ajdovščina)
Col (Duits: Riesenberg) is een plaats in Slovenië en maakt deel uit van de gemeente Ajdovščina in de NUTS-3-regio Goriška. De plaats telde 504 inwoners op 1 januari 2020.

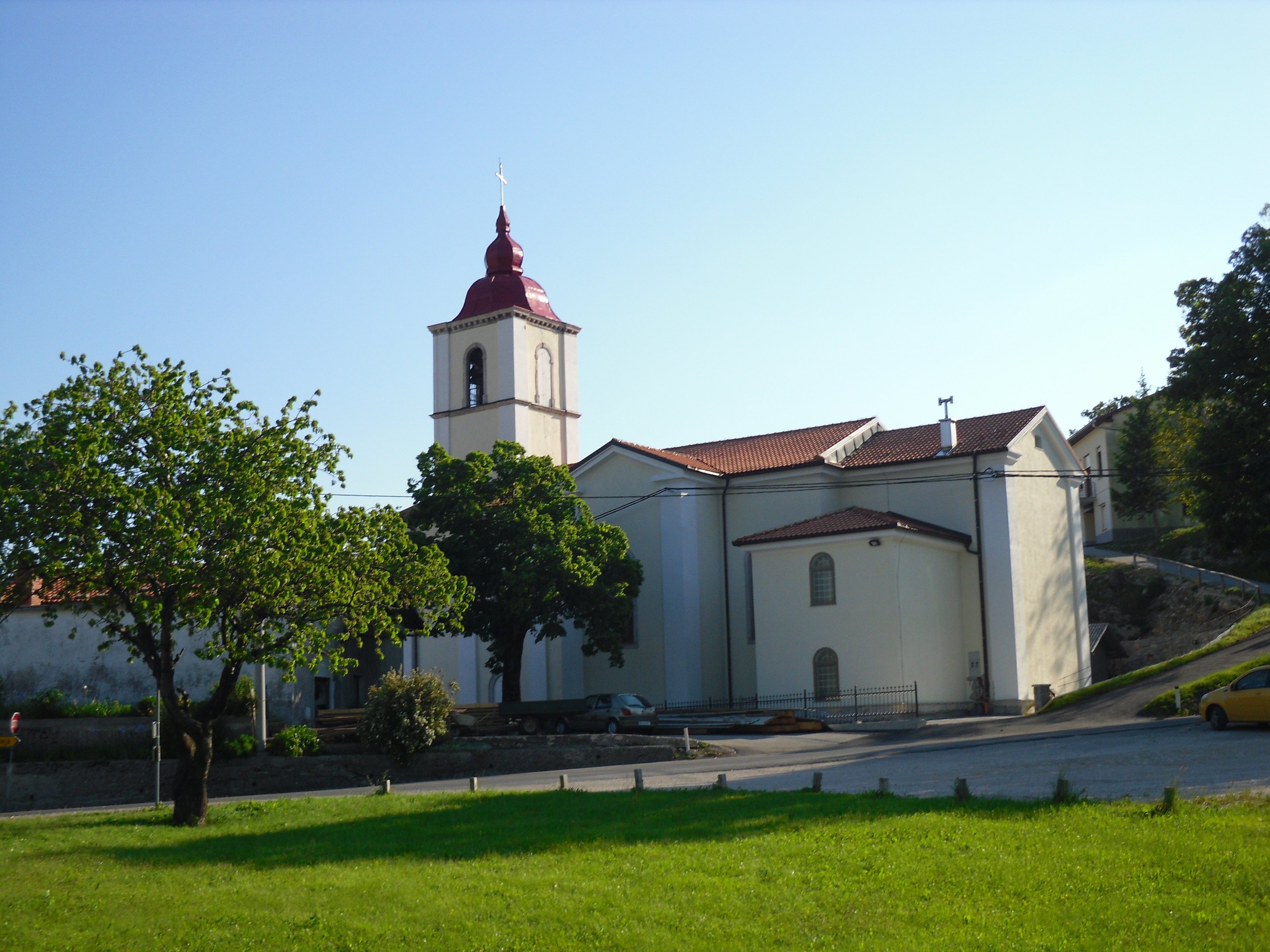
Sint Leonarduskerk